# كثيب: الحملة الآلية
كثيب: الحملة الآلية (بالإنجليزية: Dune: The Machine Crusade)‏ هي رواية خيال علمي صدرت عام 2003 بقلم برايان هربرت وكيفن أندرسون، تدور أحداثها في عالم كثيب الذي ألَّفه فرانك هربرت. هي ثاني كتاب في ثلاثية أساطير كثيب والتي تدور أحداثها قبل أكثر من 10،000 عام من أحداث رواية فرانك هربرت الشهيرة كثيب التي صدرت عام 1965. تروي السلسلة قصة الجهاد البطلري الخيالي، وهي حملة بشرية شنها آخر البشر الأحرار في الكون ضد الآلات المفكرة، وهي قوة عنيفة ومهيمنة يقودها الكمبيوتر الواعي أومنيوس.
ظهرت رواية كثيب: الحملة الآلية لأول مرة في المركز السابع على قائمة نيويورك تايمز لأكثر الكتب مبيعًا.

## الاستقبال
ظهرت رواية كثيب: الحملة الآلية لأول مرة في المركز السابع على قائمة نيويورك تايمز لأكثر الكتب مبيعًا.